# Exotica
Exotica ist eine Spielart des Jazz, die insbesondere in den 1950er Jahren populär war.

## Musikstil
Die Musikrichtung entstand in den 1950er Jahren in den USA als Crossover von brasilianisch/lateinamerikanisch beeinflusstem Jazz im Stile eines Cal Tjader mit Weltmusik unter Verwendung von Instrumenten und musikalischen Elementen verschiedener ethnischer, bevorzugt tropischer Musikkulturen. Der Name leitet sich von Martin Dennys 1956 erschienenem Album "Exotica" ab.
Exotica verstand sich als angenehme Hintergrundmusik (Easy Listening) zur Komplettierung des exotischen Ambientes einer neo-primitivistischen Freizeitkultur, die vor allem Materialien und zumeist imitierte Kunstgegenstände des Kulturraums Südsee, zum Beispiel Bambus und Tikis, zur Schaffung künstlicher Paradiese verwendete. Aufgrund des illustrativen Charakters dieser Musik gibt es formale Entsprechungen zu Filmmusik. Neben den Anklängen an naive Vorstellungen von der Musik primitiver Völker wurden auch menschlich erzeugte Tier-, insbesondere Vogelstimmen in die Exotica-Musik integriert. Der musikalische Ausdruck oszilliert zwischen weichen entrückt-atmosphärischen Klängen ("Hawaii-Musik") und rituell-ekstatischen Tanzrhythmen, wie dem Voodoo.
Exotica wurde in den 1990er Jahren im Zuge des Swing-Revivals (in den USA) und dem Easy-Listening-Revivals (in Europa) wiederentdeckt, beeinflusste Musikstile wie Lounge und ist auch innerhalb der Tiki-Kultur sehr populär.

## Bedeutende Vertreter
- Martin Denny
- Les Baxter
- Arthur Lyman
- Eden Ahbez
- Juan García Esquivel
- Perez Prado
- Gene Rains
- Chaino
- Yma Sumac
- Warren Barker
- Milt Raskin
- Xavier Cugat

## Berühmte Alben
- "Exotica", "Quiet Village", "Primitiva", "Hypnotique" (Martin Denny)
- "Ritual Of The Savage", "Tamboo" (Les Baxter)
- "Edens Island" (Eden Ahbez)
- "Taboo" (Arthur Lyman)
- "Voodo Suite" (Perez Prado)
- "Kapu" (Milt Raskin)
- "Voice Of The Xtabay" (Yma Sumac)
- "A Musical Touch of Far Away Places" (Warren Barker)

## Songs
- "Quiet Village"
- "Caravan"
- "Taboo"
- "Bali H'Ai"
- "Jungle Drums"
- "Misirlou"
- "Nature Boy"
- "Moon of Manakoora"
- "Hawaiian War Chant"
- "Jungle Fantasy"
- "Similau"